# Obchvat Sarajeva
Obchvat Sarajeva má být po dokončení dlouhý zhruba 17 km. Začínat má na okraji města, na počátku Dálnice A1 na severovýchodě města (po dokončení se stane součástí její i panevropského koridoru V-C). Obcházet měl město západním směrem; po dobudování, se kterým bylo počítáno na 30. června 2010, se měla zjednodušit cesta mezi severem a jihem země.
Celý obchvat je rozdělen na několik úseků. V části Jošanica – Butila (5,7 kilometrů) se má nacházet tunel Ostrik (o délce 270 metrů) a tunel Ožega (dlouhý 400 m). V navazujícím úseku od Butily až po Vlakovo má stát tunel jeden, s názvem Treševine. Ten má být dlouhý 165 a hloubený. Od Jošanice až po Blažuju pak má stát sedm viaduktů, dva z nich přemostí meandr řeky Bosny.
Úsek Butila – Briješće (3,5 kilometrů) – ulice Safeta Zajke (1,4 kilometrů) má být přemostěná viaduktem o délce 954 m, překlenujícím dvě železniční tratě i budoucí obchvat Briješće. Na tomto úseku nemá být vybudován ani jeden tunel.
Celou komplikovanou stavbu má financovat z určité části Evropská investiční banka, náklady na výstavbu mají dosáhnout 118 milionů eur. Kontrakt na výstavbu tohoto obchvatu byl podepsán již v březnu roku 2005, schválila jej i vláda FBiH.